# Римський храм
Римський храм (також моноптер, з грец. однокрилий) — оточений колонами, стародавній (античний) храм круглої форми без цели (порівн. фолос). Згодом форма круглої в плані колонади широко використовувалася при створенні паркових ансамблів зодчими бароко, класицизму і ампіру.